# Ato de Supremacia de 1559
O Ato de Supremacia 1559 foi uma parte da legislação criada sob os auspícios da rainha Isabel I de Inglaterra. Substituiu o Ato de Supremacia original de 1535, outorgado por seu pai Henrique VIII, que subjugou a autoridade eclesiástica à monarquia, e que foi anulado por Maria I. Junto com o Ato da Uniformidade 1558 ele forma um conjunto geralmente chamado de Estabelecimento Religioso Elizabetano.
O ato restaurou a situação político-religiosa para como esta estava na época da morte de Eduardo VI. Reviveram-se dez atos que Maria I havia revertido, e a definição do que constituía heresia foi extremamente restringida.
No ato 1559, Isabel declarou-se governante suprema da Igreja Anglicana. Ele também previa a instituição de um Juramento de Supremacia que obrigava toda pessoa que assumisse um cargo público ou religioso a jurar lealdade a monarquia. Quebra do juramento seria tratada como traição. O juramento foi estendido mais tarde para incluir membros do Parlamento e universitários.
Isto foi particularmente incômodo para os católicos da Inglaterra, já que o juramento expressa claramente que deviam renegar a lealdade ao catolicismo, visto que a igreja de Roma era diretamente uma jurisdição, poder, superioridade e autoridade estrangeiros. Entretanto, Elizabeth praticou em grande medida atos de tolerância religiosa, que eram uma tentativa de harmonizar e rationalizar o estado de caos entre católicos e protestantes na Inglaterra.